# Statler i Waldorf

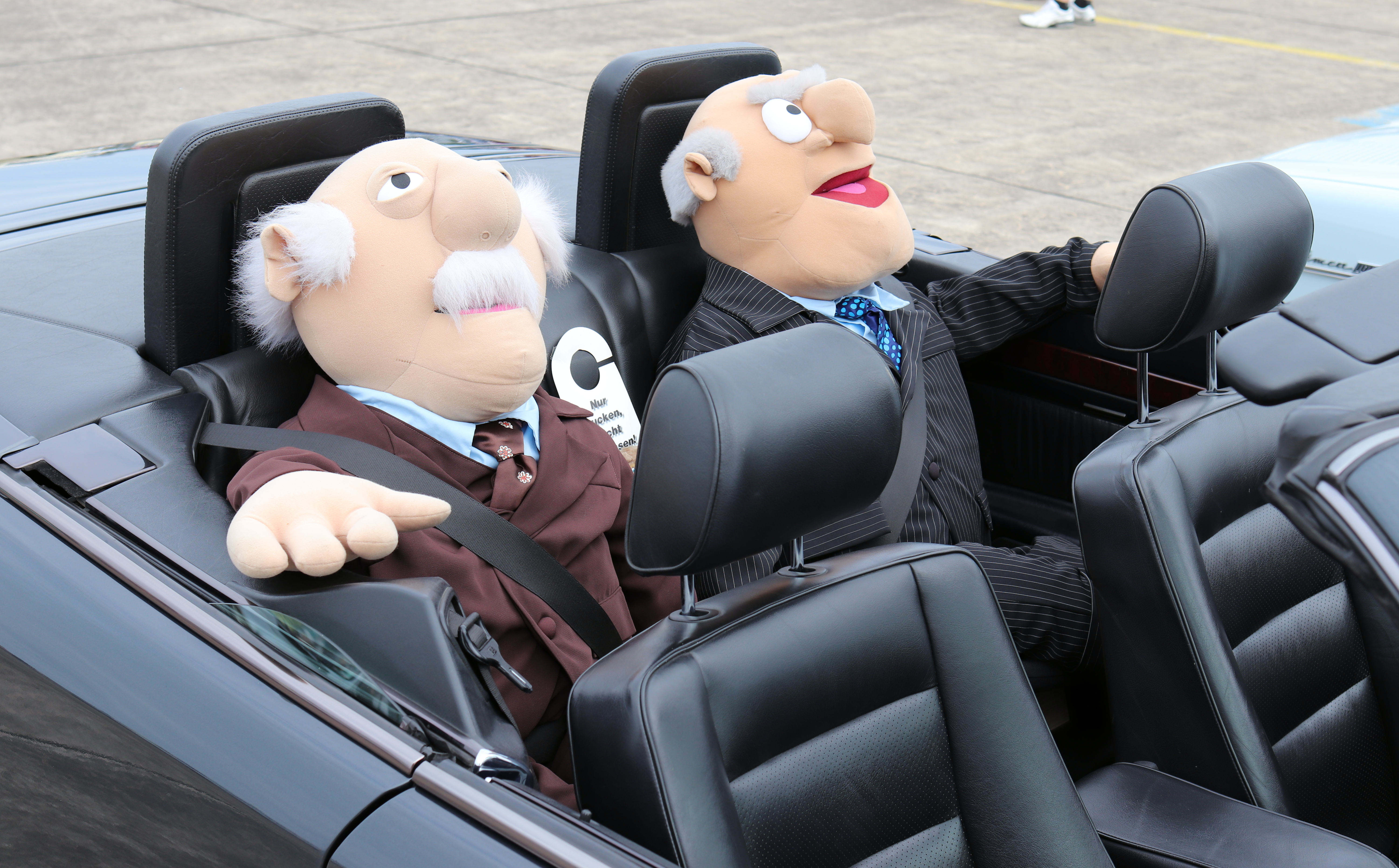
Statler i Waldorf

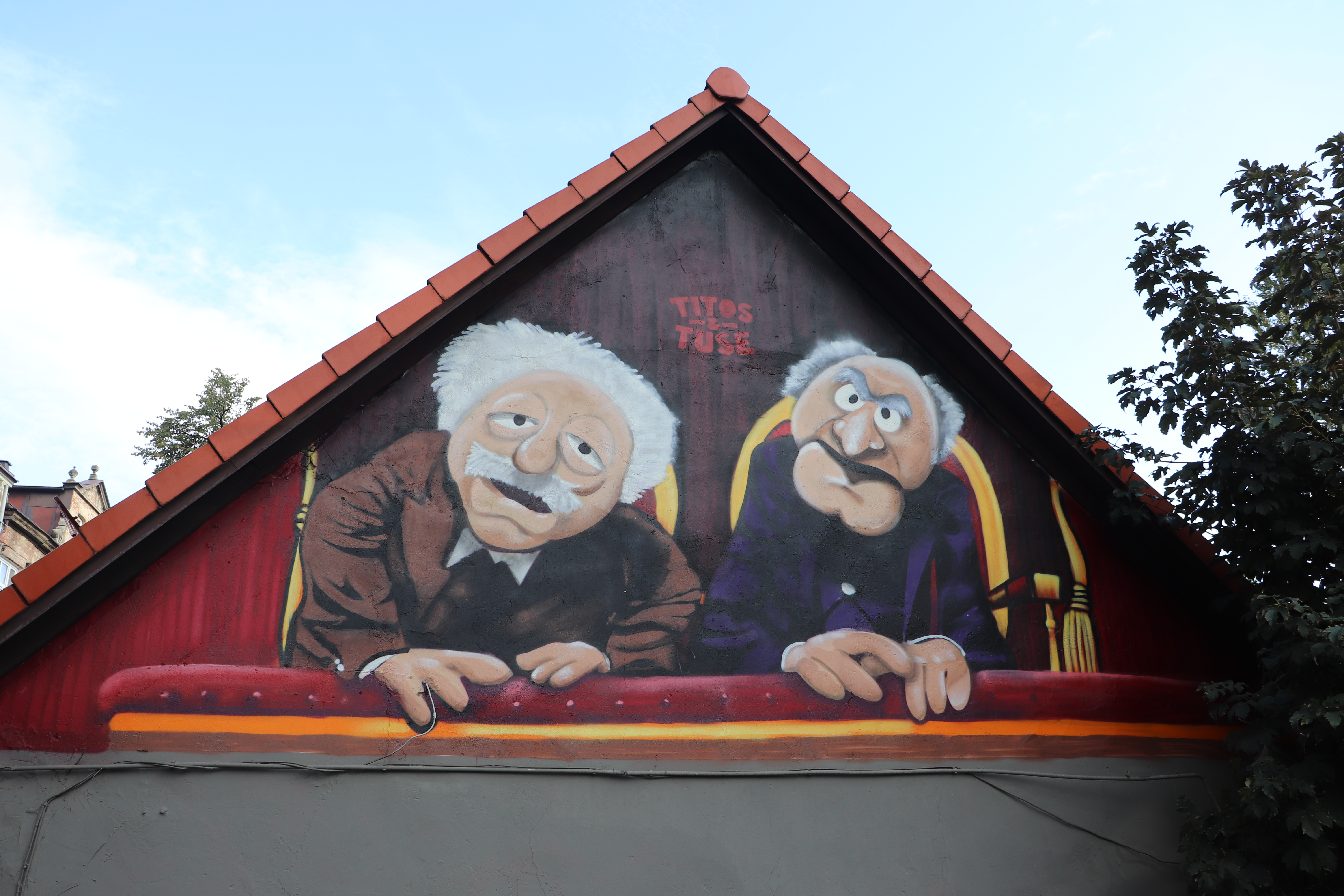
Statler i Waldorf

Statler i Waldorf – kukiełki (muppety) z programu The Muppet Show, dwaj wiecznie niezadowoleni starzy malkontenci. Siedzą w prawej loży (balkonie) obok sceny. Największą radość sprawia im nękanie każdego numeru Muppet Show. Statler i Waldorf są  złośliwi zwłaszcza dla misia Faziego. Oni też mają ostatnie słowo, z końcowym komentarzem po skończonym wieczorze Muppet Show. 
Statler i Waldorf po raz pierwszy pojawili się jako para w 1975 w pilocie Muppet Show. Występowali także w Muppets Tonight. Komentują show TV siedząc w domu spokojnej starości (sezon pierwszy), zaś w drugim sezonie obserwują pokaz w przenośnym odbiorniku telewizyjnym z różnych lokalizacji, np. z pola golfowego i wyciągu narciarskiego. W filmie „Boże Narodzenie Muppetów” grają duchy (Jacoba i Roberta Marleya) biznesowych partnerów zgorzkniałego skąpca. W filmie „Wyspa skarbów Muppetów” Statler i Waldorf siedzą na galionie okrętu Hispaniola. W filmie „Muppety – Czarodziej z krainy Oz” występują jako Kalidah Krytycy (nazwa Kalidah odnosi się do zwierząt występujących w utworach o krainie Oz) – dziwne stworzenia, które krzyczą obrażając próbujących przejść przez most. Statler & Waldorf występują w głównej roli w co dwutygodniowym programie „Statler i Waldorf: Z balkonu” – (ang. Statler and Waldorf: From the Balcony), robią dowcipy o nadchodzących i właśnie puszczanych filmach kinowych.